# الحرب الإكوادورية-البيروية
كانت الحرب الإكوادورية البيروفية، المعروفة محليًا باسم حرب عام 41 (بالإسبانية: Guerra del 41)، حربًا على حدود أمريكا الجنوبية حدثت بين 5 و31 يوليو 1941. كانت أول ثلاثة صراعات عسكرية بين الإكوادور وبيرو خلال القرن العشرين. احتلت بيرو خلال الحرب مقاطعة إل أورو الغربية الإكوادورية وأجزاء من مقاطعة لوخا الأنديزية. رغم أن الحرب الإكوادورية-البيروفية حدثت خلال الحرب العالمية الثانية، لم تكن جزءًا من الصراع؛ فلم تنتمي الإكوادور أو بيرو إلى، أو تُدعمان من، الحلفاء أو دول المحور.
بدأ نفاذ اتفاق وقف إطلاق النار بين البلدين في 31 يوليو 1941. ووقع البلدان بروتوكول ريو في 29 يناير 1942، وانسحبت القوات البيروفية لاحقًا. استمر العداء بشأن النزاع الإقليمي بعد عام 1942 وانتهى في أعقاب حرب سينيبا عام 1995 وتوقيع اتفاق قانون البرازيل الرئاسي في أكتوبر 1998.

## لمحة تاريخية

### الخلفية/ الأسباب
يعود تاريخ النزاع بين الإكوادور وبيرو إلى عام 1840. تمحور حول ما إذا كانت أراضي الإكوادور تمتد إلى ما وراء سلسلة جبال الأنديز إلى نهر مارانيون (الأمازون)، بما في ذلك حوض الأمازون.
في وقت مبكر من عام 1829، حاربت بيرو ضد كولومبيا الكبرى (دولة كبيرة مفككة تشمل معظم شمال أمريكا الجنوبية)، التي كانت الأراضي المتنازع عليها جزءًا منها. وبعد سلسلة من المعارك انتهت الحرب فيما يعرف بمعركة تاركي (أو بورتيتي دي تاركي). وقعّت معاهدة غوال-لاريا في 22 سبتمبر 1829 لإنهاء الحرب. حددت هذه المعاهدة، المعروفة باسم معاهدة غواياكيل، أن الحدود بين كولومبيا الكبرى وبيرو هي نفس الحدود التي كانت قائمة بين النيابات الملكية الاستعمارية الإسبانية في غرناطة الجديدة وليما.
أكدت الإكوادور لاحقًا أن بروتوكول بيديمونتي-موسكيرا وُقع عام 1830 كاستمرار لمعاهدة غوال-لاريا. عارضت بيرو صحة هذا الموضوع وشككت حتى في وجود البروتوكول، إذ تعذر العثور على المستند الأصلي. علاوةً على ذلك، زعمت بيرو أن المعاهدات الموقعة مع كولومبيا الكبرى أصبحت باطلة عند حل ذلك الاتحاد.
حاربت البلدان خلال عامي 1859 و1860 على أرض متنازع عليها على حدود الأمازون. ولكن، كانت الإكوادور في حرب أهلية منعت العلاقات الدبلوماسية مع بقية أمريكا اللاتينية، بما في ذلك رئيس بيرو رامون كاستيا.
أثبتت معاهدة موقعة من كلا البلدين عام 1887 أن ملك إسبانيا سيكون بمثابة محكّم. كان من المتوقع أن تحل معاهدة هيريرا-غارسيا الناتجة النزاع بشكل دائم. ولكن، لم يصدق برلمان بيرو على المعاهدة إلا بعد إدخال تعديلات عليها. فانسحبت إكوادور من العملية احتجاجًا على تعديلات بيرو، وامتنع الملك عن إصدار قرار.

### معاهدة سالومون لوزانو
نشأ نزاع آخر بعد توقيع حكومتي كولومبيا وبيرو على معاهدة سالومون-لوزانو في مارس 1922، التي كان يحكمها آنذاك أوغوستو ب. ليقيا. حددت المعاهدة، التي ظلت سرية، الحدود بين بيرو وكولومبيا بنهر بوتومايو، باستثناء قطاع صغير من الأراضي تسيطر عليها مدينة ليتيسيا، التي تربط كولومبيا بالتدفق الرئيسي لنهر الأمازون. وبهذا، اعترفت كولومبيا فعليًا بالسيطرة البيروفية على بقية المنطقة المتنازع عليها جنوب نهر بوتومايو.
في أعقاب الانقلاب على ليقيا على يد القوات بقيادة لويس ميغيل سانشيز سيرو، أُعلنت المعاهدة وتسببت في غضب كبير بين سكان بيرو، الذين اعتبروا أن المعاهدة منحت كولومبيا قسمًا من الأراضي البيروفية. أدى هذا النزاع على منطقة الأمازون التي تسيطر عليها ليتيسيا في النهاية إلى حرب قصيرة بين كولومبيا وبيرو خلال عامي 1932 و 1933. تمت تسوية النزاع حول ليتيسيا، التي كان يسكنها المستعمرون البيروفيون والكولومبيون، بعد اغتيال سانشيز سيرو وقبول الرئيس البيروفي الجديد أوسكار ر. بينافيدس بروتوكول ريو دي جانيرو الذي أيد معاهدة سالومون-لوزانو، ووضع أخيرًا حد للنزاعات الحدودية بين كولومبيا وبيرو.
لم تحظ معاهدة سالومون-لوزانو بشعبية في الإكوادور، التي وجدت نفسها محاطة في الشرق ببيرو، التي ادعت أن الإقليم جزء لا يتجزأ من جمهوريتها. وبالإضافة إلى المشاكل التي واجهتها الإكوادور، اعترفت الحكومة الكولومبية الآن أيضًا بأن التطلعات الإقليمية لبيرو مشروعة.

## انظر ایضا
- النزاع الإقليمي بين الإكوادور والبيرو